# Конституція Сербії 1869 року
Конституція Князівства Сербія (серб. Устав Кнежевине Србије) - історично третя конституція Сербії, що діяла в 1869-1888 і 1894-1901 роках, перша конституція, прийнята суверенними сербськими органами влади і не потребувала легітимації з боку Османської імперії. Відома також під назвою «Регентська конституція» (серб. Наміснички статут, “Намісницький статут” ), оскільки була розроблена регентською радою в період неповноліття князя Мілана Обреновича IV.

## Ухвалення і зміст конституції
З часу виникнення автономного Сербського князівства державна влада формально і фактично була сконцентрована в руках князя (кнеза) і мала, по суті, деспотичний характер. Сільське населення, з якого складався практично весь сербський народ, цілком довіряло авторитету князів Мілоша і Михайла. З розвитком освіти в Сербії зросла кількість випускників сербських шкіл і іноземних університетів, у яких формувалося і міцніло бажання взяти участь в управлінні державою. Під їх впливом Скупщина висловила побажання, «щоб приступили до такої організації законодавчої влади, яка дала б народу можливість взяти діяльну і законну участь в управлінні своїми справами» [1].
29 червня 1869 року нова регентська рада (Йован Рістіч, Йован Гаврилович, Мілівойє Петрович Блазнавац) при неповнолітньому князі Мілані Обреновічі IV (майбутній король Мілан I) (1868-1889) провела через скупщину розроблений ще в 1868 році проєкт нової конституції - «Статут князівства Сербія » (який отримав  прізвисько «Намісницький статут», від серб. Намісництво - регентство [2]). Головним ініціатором прийняття нової конституції був Йован Рістіч, прихильник авторитарної королівської влади династії Обреновичів [3]. Цей Статут 1869 року став першою конституцією, прийнятими суверенними сербськими органами влади і не потребував легітимації з боку турецького султана [4]. Сербія стала «конституційною монархією з народним представництвом». Політичне значення представницького органу влади - скупщини - істотно зросло [5].
Особливістю юридичної форми цього документа був більш високий рівень юридичної техніки і системи документа, більш детальна регламентація способів формування і обсягів повноважень основних державно-правових інститутів. Особливістю змісту Статуту 1869 року було відверте зміцнення влади Мілана Обреновича IV за допомогою збільшення конституційних повноважень князя (з 1882 року - короля) і міністерств в різних сферах державного регулювання. Таким чином, у порівнянні з попередньою (хатти-шериф 1838 року в редакції 1858 роки) і подальшими конституціями, Статут 1869 року можна визнати найбільш реакційним (або найменш ліберальним).
Виконавча влада залишалася у князя, який ні перед ким не відповідав і керував за сприяння міністрів, що призначалися ним самим і були відповідальні перед Скупщиною. Скупщина, обрана на три роки, ділила з князем законодавчу владу, вирішувала питання бюджету. Державна рада, яка призначається князем, розробляла проєкти законів і контролювала виконання бюджету. Конституція встановлювала порядок обрання депутатів: платник податків, який досяг тридцятирічного віку, отримував активне і пасивне виборче право, якщо він не був чиновником, адвокатом або вчителем [1].

## Організація державної влади за конституцією 1869 року
Система державно-правових інститутів молодої сербської держави в момент, коли вона остаточно сформувалася і була закріплена нормами Статуту 1869 року, представляла собою авторитарну модель здійснення самодержавної влади династії Обреновичів. Це видно з самого поверхневого правового аналізу конституції, відповідно до положень якої:
- Король (краль, до 1882 року — кнез) є главою держави, наділений всіма правами державної влади, що реалізує їх у відповідності з конституцією Особистість короля є недоторканною, король ні перед ким невідповідальний. Королівська гідність передається по спадку від батька старшому синові з числа прямих законних нащадків короля Мілана I Обреновича (при цьому в конституції прямо вказано, що королем у жодному разі не може бути обраний хтось з роду Карагеоргієвичів). Король здійснює законодавчу владу через державну раду і спільно з скупщиной, виконавчу владу, через яку призначається їм міністерська рада [6], судову владу через призначуваних ним судів[7].
- Міністерська рада складається з 8 міністрів, яких призначає і зміщує король. Міністри не належать до складу скупщини і не відповідальні перед нею, хоча і зобов'язані відповідати на пропоновані їм у скупщині запити. Міністерський рада здійснює виконавчі повноваження короля [6], у тому числі формує і керує органами поліції[7].
- Державна рада є дорадчим органом при королі і міністерській раді з питань законодавчої діяльності і займається, перш за все, підготовкою і внесенням законопроєктів. Державна рада призначається королем[7].
- Скупщина є парламентом, який формується на чверть з осіб, призначених королем, і на три чверті з депутатів, які обираються підданими, що володіють виборчим правом. Вибори проходять прямим голосуванням в містах і двоступеневим голосуванням у селах. Депутати обираються з розрахунку один представник від 3000 виборців (всього, таким чином, у скупщину обиралося 128 депутатів). Активним виборчим правом володіють дорослі серби чоловічої статі, які є платниками прямих податків. Скупщина обирається на 3 роки, скликається і розпускається кнезом (королем), який відкриває і закриває її сесії. Члени скупщини не можуть піддаватися переслідуванню за промови, проголошені в ній. В результаті, завдяки призначенню значної частини членів скупщини королем (кнезом) нова конституція зберігала владу, безумовно, в руках кнеза (короля) і тієї партії, яка мала на нього вплив[8].

Судова система складається з мирових суддів, окружних судів, Апеляційного суду в Белграді і, як вищої інстанції, Касаційного суду в Белграді[7]. Касаційний суд з'явився новацією порівняно з судовою системою, встановленою хатті-шерифом 1838 року.
- Місцеве управління і самоврядування: Сербське князівство поділялося на округи, округи — на зрізи, зрізи — на сільські і міські громади (задруги). Округами і зрізами управляли урядові чиновники. Громадами (задругами) управляли на підставі закону 1883 року, що обираються населенням клітів. Таким чином, місцеве самоврядування існувало лише на рівні громад[7].

Статут 1869 року за змістом був більш реакційним навіть у порівнянні з хатті-шерифом 1838 року (в редакції 1858 року). У 1882 році скупщина за планом, підготовленим міністерством, проголосила Сербію королівством. Однак широке невдоволення авторитарним режимом змусило короля Мілана I піти на ліберальну конституційну реформу 1888-1889 років, що призвела до його зречення від престолу. Король Мілан оголосив про наступне скликання установчих зборів і негайне утворення складеної з представників трьох партій комісії, яка виробить нову конституцію. У 1889 році нова, більш ліберальна за змістом конституція Сербії набрала чинності.

## Другий період дії конституції 1869 року
Державним переворотом, здійсненим 1 квітня 1893 року, неповнолітній король Олександр I Обренович розпустив регентську раду і проголосив себе повнолітнім[9]. У 1894 році Касаційний суд Сербії визнав неконституційну прокламацію короля Олександра I Обреновича про відновлення в правах раніше вигнаних колишніх короля Мілана I і королеви Наталії. Реакцією короля Олександра I стала королівська прокламація від 21 травня 1894 року про скасування ліберальної конституції 1888 року і відновлення дії більш авторитарної конституції 1869 року[10]. Виправдовуючи скасування Конституції, Олександр заявив, «що за час його малолітства прийнято багато законів у суперечність з положеннями Конституції і багато установ поставлені на зіпсований фундамент». Між тим, справжньою причиною скасування Конституції було створення умов для встановлення режиму особистої влади короля Олександра[9].
Новий уряд Миколи Христича скасував свободу друку і гарантії особистої недоторканності підданих. Пішов ряд показових судових процесів над представниками опозиції, у тому числі за звинуваченнями в образі величності[10].
У 1898 році Скупщина прийняла кілька реакційних законів про пресу, про союзи, про вибори, в результаті чого виборчих прав були позбавлені журналісти, лікарі, адвокати, вчителі та чиновники. На початку 1900 року була проведена податкова реформа, яка викликала сильне народне невдоволення. Останньою краплею, відштовхнувшись від короля навіть його прихильників в уряді і скупщині (в тому числі і його батька, колишнього короля Мілана I, який демонстративно пішов з поста головнокомандуючого армією і покинув Сербію) стало одруження короля Олександра I в 1900 році на Драгі Машін, колишній фрейліні його матері. У цій ситуації король змушений був піти на поступки вимогам опозиції (партії радикалів) і сформувати новий міністерський рада з їх участю. Була оголошена амністія політичним в'язням. 6 квітня 1901 року була ухвалена нова конституція, більш ліберальна за своїм змістом[11].

## Історичне джерело
- Namesnički ustav iz 1869. godine (серб.). MojUstav. Проверено 2 августа 2015.